# In Vogue
In Vogue är ett album av gruppen Drop Dead, Gorgeous, släppt 2006.

## Låtförteckning
1. Dressed For Friend Requests
2. Girl, Are You On Your...
3. E.R.
4. Well, I Never Knew You Were So Much Fun
5. Knife Vs. Face: Round 1
6. Marietta
7. Are You Happy
8. Fashion Your Seatbelts
9. In Vogue
10. Daniel, Where's The Boat?
11. The Show Must Go On

+ ett gömt spår som går under spår 11.